# گورستان کله جوب سفلی
قبرستان کله جوب سفلی مربوط به دوره اشکانیان - سده‌های متاخر دوران‌های تاریخی پس از اسلام است و در شهرستان گیلانغرب، بخش مرکزی، دهستان حومه، ۲۵۰ متری جنوب شرقی روستای کله جوب سفلی واقع شده و این اثر در تاریخ ۲۶ اسفند ۱۳۸۷ با شمارهٔ ثبت ۲۵۵۴۰ به‌عنوان یکی از آثار ملی ایران به ثبت رسیده است.